# Krinitxne (Crimea)
|  | Per a altres significats, vegeu «Krinitxne». |

Krinitxne (en ucraïnès: Криничне, en rus: Криничное, Krinítxnoie) és un poble de la República Autònoma de Crimea a Ucraïna, que el 2014 tenia 898 habitants. Pertany al districte de Bilohirsk.